# Salmon P. Chase
Salmon Portland Chase, född 13 januari 1808 i Cornish, New Hampshire, död 7 maj 1873 i New York, var en amerikansk jurist och politiker. 
Chase var först advokat i Ohio, där han blev känd som framgångsrik försvarare av förrymda slavar. Han deltog från 1836 i den abolitionistiska rörelsen. 1848 var han en av upphovsmännen till "Freesoilparty". Han var senator för Ohio 1849-1855 samt 1861, guvernör i Ohio 1856-1860, finansminister under president Abraham Lincoln 1861-1864. Hans samarbete med Lincoln var ej det bästa, och när Chase 1864 lät nominera sig till presidentkandidat, fick han inlämna sin avskedsansökan och blev chefsdomare i högsta domstolen från 1864 fram till sin död.
Chase förestavade presidenteden för Abraham Lincoln, Andrew Johnson och Ulysses S. Grant. Han fick stor respekt bland sina landsmän på det opartiska sätt han satt ordförande i senatens riksrätt mot president Andrew Johnson.
Hans porträtt finns på $10 000-dollarsedeln, som dock inte trycks längre.